# Bob Hawke
Robert James Lee "Bob" Hawke (Bordertown, Austrália Meridional, 9 de dezembro de 1929 - Sydney, Nova Gales do Sul, 16 de maio de 2019) foi um político e sindicalista australiano que serviu como primeiro-ministro da Austrália de 1983 a 1991. Ele também foi líder do Partido Trabalhista Australiano no mesmo período. Desde 1979 ele era membro da Ordem da Austrália.

## Biografia
Robert James Lee Hawke nasceu em Bordertown, no sul da Austrália. Seu pai era um ministro da Igreja Congregacional e seu tio, Albert Hawke, um líder sênior do Partido Trabalhista australiano e primeiro-ministro da Austrália Ocidental entre 1953 e 1959. Depois de concluir o ensino médio em Perth, ele obteve o duplo diploma de Bacharel em Letras e Direito pela University of Western Australia em 1952. Mais tarde, ele estudou na Universidade de Oxford com uma bolsa Rhodes até 1956.
Ao retornar à Austrália, ele começou a trabalhar para o Conselho Australiano de Sindicatos (ACTU) e fez parte das comissões de arbitragem para atualização de salários. Ele acabaria por ascender à presidência da ACTU em 1969, cargo a partir do qual se destacou na sociedade australiana por suas habilidades de negociação e pragmatismo: em 1979 ele foi premiado com a Ordem da Austrália "por seu serviço no sindicato movimento e nas relações laborais.
Na década de 1970 foi informante dos Estados Unidos, aos que passou informação sobre o governo australiano, o Partido Laborista Australiano e o movimento operário. Desempenha um papel importante na evolução ideológica do Partido Laborista, afastando-o do keynesianismo e acercando-o ao neoliberalismo.
Filiado ao Partido Trabalhista desde jovem, em 1980 foi eleito deputado na Câmara dos Deputados pelo distrito eleitoral de Willis (Victoria). Três anos depois, ele assumiu o cargo de candidato trabalhista nas eleições federais australianas de 1983, nas quais prevaleceu sobre o então primeiro-ministro Malcolm Fraser por maioria absoluta. Hawke revalidou o cargo nas eleições de 1984, 1987 e 1990, tornando-se o político trabalhista mais antigo.
Como primeiro-ministro, ele pressionou por programas nacionais universais de saúde ( Medicare ), benefícios familiares, fundos de aposentadoria obrigatórios, uma lei abrangente contra a discriminação sexual e um escritório de conservação ambiental. Ele também conseguiu reduzir a inflação do dólar australiano, um dos maiores problemas que seus antecessores tiveram. Em 1984 declarou Advance Australia Fair como o novo hino nacional e em 1986 sancionou a Lei Australiana que aboliu os últimos vínculos judiciais entre o país e o Reino Unido.
No final dos anos 1980, sua popularidade diminuiu. Em 1988, ele havia feito um acordo secreto com seu chanceler do Tesouro, Paul Keating, para garantir sua sucessão ao Partido Trabalhista se eles vencessem as eleições de 1990. No entanto, Hawke renegou sua promessa e Keating forçou um voto de confiança em dezembro de 1991, onde o comitê diretivo trabalhista decidiu substituí-lo. Hawke, conseqüentemente, renunciou ao cargo de primeiro-ministro em 20 de dezembro de 1991 e ficou fora da política para não ofuscar a gestão de Keating.
Nos últimos anos de sua vida, ele fez campanha pelo "sim" no referendo republicano de 1999 e manteve um papel importante dentro do Partido Trabalhista Australiano. Faleceu no dia 16 de maio de 2019 em sua casa, aos 89 anos, vítima de uma breve doença.

## Obras derivadas
O filme para TV Hawke, narrando a vida de Bob Hawke, estreou em 18 de julho de 2010 na Ten Network, estrelado por Richard Roxburgh no papel do ex-primeiro-ministro. Rachael Blake e Felix Williamson interpretaram Hazel Hawke e Paul Keating, respectivamente. Roxburgh reprisou o papel no sexto episódio da quarta série de The Crown, baseado no reinado de Elizabeth II.